# Emei Shan
Emei-bjerget eller Emei Shan (峨嵋山, pinyin Éméishān, Wade-Giles O²-mei² Shan1) betyder ordret: Det sarte øjenbryns bjerg. Det er et bjerg, som ligger ca. 150 km sydvest for hovedstaden, Chengdu, i Sichuanprovinsen i det vestlige Kina. Bjergmassivet er 3.099 m højt. En stor del af det omgivende landskab kendes geologisk som Emeishan permvulkanismeområdet, et større vulkanområde, der er opstået ved et vulkanudbrud i Permtiden. Klimaet er subtropisk ved bjergets fod, men tempereret i højder over 1.000 m. Området er dækket af tykke snelag i perioden november-april.

## Vegetationen
De fem plantebælter kan identificeres på ydre kendetegn langs en højdeskala, og de er:
1. Subtropisk, stedsegrøn løvskov (op til 660 m.o.h.)
2. Stedsegrøn og løvfældende løvskov (660–1500 m. o. h.)
3. Blandet nåle- og løvfældende skov (1500–2500 m. o. h.)
4. Nåleskov (2500–3099 m. o. h.)
5. Alpine buskadser og sætere (nær toppen, dvs. over 3099 m.o.h.)[1]

Der er store forskelle i artssammensætningen op langs højdeskalaen, og de tre skovbælter er kendetegnet ved deres dominerende arter og ved floraens sammensætning i det hele taget. Den maksimale træhøjde svinder ind fra 33 m i en højde på ca. 1000 m. o. h. til 13 m nær bjergets top i ca. 2.900 m. o. h.
Der findes ikke ren løvskov i nogen af bælterne, men derimod er der virkeligt blandede plantesamfund med både stedsegrønne, løvtræer og nåletræer i bæltet mellem 2.000 og 2.500 m. o. h. Der findes dog små pletter med løvfældende skov i den nederste del af bæltet med blandet skov, især på urskråninger mellem 1.450 og 1.900 m. o. h. Disse pletter domineres af løvfældende relikter fra tertiærtiden (f.eks. Duetræ (Davidia involucrata), Tetracentron sinense og Almindeligt Hjertetræ (her i varianten Cercidiphyllum japonicum var. Sinense). Den høje artsdiversitet i det blandede skovbælte skyldes randzonevirkning, hvor forskellige livsformer trænger frem til den mellemste del af bjerget på grund af meget lokale, gunstige variationer i højde- og temperaturforhold. Ved en sammenligning med plantebælterne på andre østasiatiske bjerge blev forskerne klar over, at Emei ligger nøjagtigt på det sted i Østasien, hvor de tropiske plantesamfund møder de tempererede.
Vegetationen har en dækningsgrad på ca. 87 %, og den består af 3.200 forskellige arter, tilhørende 242 familier. Det svarer til 1/3 af Sichuans samlede flora. Der er 31 arter, som er under international beskyttelse. Desuden findes 1.600 lægeplanter og 600 økonomisk vigtige arter. I floraen indgår flere end 100 endemiske arter og 29 arter af Rododendron.

## Botanisk hotspot
Bjerget er berømt som et botanisk hot spot. Det anses for at være ét af de steder i verden, hvor man finder den største plantediversitet i forhold til arealstørrelsen.
Man kan konstatere, at bevoksningen på Emei er inddelt i flere zoner: stedsegrønne, løvfældende og nålebærende skove samt alpine krat. De stedsegrønne løvskove findes i højder mellem 660 og 1500 m, de blandede løv- og nåleskove møder man i højder 1500 og 2500 m og nåleskovene findes i højder mellem 2500 og 2800 m. Over 2800 m møder man spredte træer (trægrænsen) og alpine krat. Forbavsende nok finder der ikke nogen zone med ren, løvfældende skov, men derimod ses et bælte med fuldstændigt blandede skove, der rummer alle tre livsformer (stedsegrønne blade, løvfældende blade og nåle) mellem 2000 og 2500 m. Pletter med løvfældende skov (pionerskov?) findes i den nederste del af det blandede bælte, specielt på ur mellem 1450 og 1900 m. Disse pletter domineres af arter som Duetræ, Tetracentron sinense og den kinesiske form af Hjertetræet. Den store variation i det blandede skovbælte skyldes formentlig, at den store variation i samspillet mellem temperaturer og højdeforskelle skaber en mosaik af nicher, der giver vide muligheder for talrige arter. Yderligere kan man konstatere, at Emei ligger lige midt imellem de tropiske og de tempererede vegetationstyper i Østasien.

## Kulturel betydning
Emei ét af de fire bjerge i Kina, som anses for hellige af både taoister og buddhister. (De tre andre er Putuo Shan, Wutai Shan og Jiuhua Shan). Den beskyttende Bodhisattva for Emei er den Samantabhadra, der kendes på kinesisk som Puxian. Nogle af de buddhistiske og taoistiske klostre på bjerget er også kendt som læresteder for udøvelsen af de traditionelle, kinesiske kampsporter.
Af botaniske og historiske grunde blev Emei Shan udnævnt til et UNESCO-verdensarvområde i 1996.